# STS-99
إس تي إس-99 (بالإنجليزية: STS-99)‏ الرحلة السابعة والتسعون ضمن برنامج مكوك الفضاء لوكالة ناسا، والرحلة الرابعة عشر على متن مكوك الفضاء إنديفور، انطلقت الرحلة في 11 فبراير 2000 من مركز كينيدي للفضاء ، وهبطت بتاريخ 22 فبراير في مركز كينيدي للفضاء أيضاً، بعد إحدى عشر يوماً مكثتها الرحلة في الفضاء، تم خلال إجراء دراسات عن طبوغرافية الأرض، بلغ عدد الرواد المشاركين في الرحلة ستة رواد من بينهم رائد فضاء ياباني وآخر ألماني بالإضافة إلى أربعة أمريكيون.